# Amela Ljevo-Ovčina
Amela Ljevo-Ovčina (ur. 2 lutego 1968 w Sarajewie) – bośniacka językoznawczyni, polonistka i rusycystka, docentka Uniwersytetu w Sarajewie.

## Życiorys
Amela Ljevo-Ovčina w 1991 ukończyła studia w zakresie literatury oraz języka rosyjskiego i polskiego na Wydziale Filozoficznym Uniwersytecie w Sarajewie. W 1998 ukończyła studia w zakresie języka bośniackiego, chorwackiego i serbskiego oraz literatury narodów Bośni i Hercegowiny. Studiowała także podyplomowo lingwistykę. Przebywała na stażu w Państwowym Instytucie Języka Rosyjskiego im. A.S. Puszkina w Moskwie. W 2016 obroniła na Uniwersytecie Śląskim w Katowicach napisaną pod kierunkiem Marii Cichońskiej dysertację w zakresie językoznawstwa pt. Wpływ przemian społecznych i politycznych na język prasy bośniackiej i rosyjskiej. Wybrane gramatyczne, leksykalne i semantyczne aspekty dzienników i tygodników. Jej zainteresowania naukowe obejmują: leksykologię, semantykę leksykalną, komparatystykę i przekład, język i literaturę polską, literaturę bośniacką.
Zawodowo związana z Katedrą Języków Słowiańskich i Literatury Wydziału Filozoficznego Uniwersytetu w Sarajewie. Pracowała także jako dziennikarka.